# Mountaga Diao
Mountaga Diao est un homme politique sénégalais.  

## Carrière politique
Le 5 avril 2024, il est nommé ministre du Tourisme et de l'Artisanat dans le gouvernement Sonko.